# آرش ابی‌زاده
آرش اَبی‌زاده فیلسوف ایرانی-کانادایی، استاد گروه علوم سیاسی و عضو وابستهٔ گروه فلسفه دانشگاه مک‌گیل است. او به دلیل تخصص خود در زمینهٔ نظریهٔ دموکراتیک و فلسفهٔ توماس هابز شناخته شده‌است.
او دریافت‌کنندهٔ بورسیهٔ رودز (۱۹۹۲) است. او همچنین برای کتاب هابز و دو چهره اخلاق برندهٔ جایزه بهترین کتاب سال ۲۰۱۹ از انجمن فلسفه کانادا شده است.

## کتاب‌ها
- هابز و دو چهره اخلاق، انتشارات دانشگاه کمبریج، ۲۰۱۸، شابک ‎۱۱۰۸۴۱۷۲۹۹

## جوایز و افتخارات
- برندهٔ جایزهٔ بهترین کتاب سال ۲۰۱۹ از انجمن فلسفه کانادا برای کتاب هابز و دو چهره اخلاق[۷][۸]